# Michelle Agyemang
Michelle Agyemang (Londres, 3 de febrero de 2006) es una futbolista inglesa. Juega como delantera en el Arsenal de la Women's Super League de Inglaterra y en la selección de fútbol de inglesa.
Agyemang progresó en todas las selecciones juveniles de Inglaterra, desde la sub-16 hasta la sub-23. En abril de 2025, debutó con la absoluta en un amistoso contra Bélgica, anotando su primer gol internacional a los 41 segundos. En la Eurocopa Femenina 2025, marcó goles decisivos tras entrar como suplente en los cuartos de final contra Suecia y en las semifinales contra Italia.

## Trayectoria
Agyemang ha sido una Gunner de toda la vida. Se unió al Arsenal a los seis años.Jugó 11 partidos con la Academia del Arsenal durante la temporada 2022-2023 y fue su máxima goleadora en todas las competiciones. Terminó la temporada como segunda en número de goles marcados y líder en goles por partido en todas las competiciones en la academia sub-21.

### Arsenal
En noviembre de 2022, Agyemang hizo su debut con el club senior a la edad de 16 años contra el Leicester City en la victoria del Arsenal por 4-0 en la Superliga Femenina.  El 29 de enero de 2023, Agyemang anotó su primer gol para el club en la cuarta ronda de la Copa FA Femenina contra el Leeds United en el minuto 80. El gol fue nominado para el Gol del Mes del Arsenal para enero de 2023 y quedó segundo después del jugador masculino  Bukayo Saka.
El 1 de mayo de 2023, Agyemang hizo su primera aparición en una competición europea entrando como suplente durante el tiempo extra de su derrota en la semifinal de la Liga de Campeones ante el VfL Wolfsburg.
El 23 de junio de 2023, el club anunció que Agyemang se había comprometido a firmar un contrato profesional con el club cuando cumpliera dieciocho años.

### Watford
En agosto de 2023, Agyemang se unió al Watford FC en el Campeonato Femenino con un acuerdo de doble firma, haciendo su debut con el Watford el 3 de septiembre contra London City Lionesses [cita requerida] Luego se perdería la primera mitad de la temporada 2023-24 por lesión.
El 4 de febrero de 2024, Agyemang anotó sus primeros goles para el club, anotando dos veces contra el Birmingham City, ayudando al equipo a salir del fondo del campeonato con una victoria por 2-0.

### Brighton & Hove Albion
El 13 de septiembre de 2024, Agyemang fichó cedida por el Brighton & Hove Albion para la temporada 2024-25.

## Esadisticas
Actualizado al 10 de mayo de 2025.
| Arsenal Academia                | 2021–22 | FA WSL Academy League | 2  | 3  | — | — | — | — | — | — | 2  | 3  |
| Arsenal Academia                | 2022–23 | FA WSL Academy League | 9  | 15 | — | — | — | — | — | — | 9  | 15 |
| Arsenal Academia                | Total   | Total                 | 11 | 18 | — | — | — | — | — | — | 11 | 18 |
| Arsenal                         | 2022–23 | WSL                   | 3  | 0  | 1 | 1 | 0 | 0 | 1 | 0 | 5  | 1  |
| Arsenal                         | 2023–24 | WSL                   | 1  | 0  | 0 | 0 | 0 | 0 | 0 | 0 | 1  | 0  |
| Arsenal                         | Total   | Total                 | 4  | 0  | 1 | 1 | 0 | 0 | 1 | 0 | 6  | 1  |
| Watford (Cesion)                | 2023–24 | Super liga Femenina 2 | 9  | 4  | 1 | 1 | 0 | 0 | — | — | 10 | 5  |
| Brighton & Hove Albion (Cesion) | 2024–25 | WSL                   | 17 | 3  | 2 | 1 | 3 | 1 | — | — | 22 | 5  |
| Total                           | Total   | Total                 | 41 | 25 | 4 | 3 | 3 | 1 | 1 | 0 | 49 | 29 |
| 1.                              |         |                       |    |    |   |   |   |   |   |   |    |    |

## Palmarés

### Títulos internacionales
| Título            | Equipo     | Sede  | Año  |
| ----------------- | ---------- | ----- | ---- |
| Eurocopa Femenina | Inglaterra | Suiza | 2025 |

### Distinciones individuales
| Distinción                                        | Año  |
| ------------------------------------------------- | ---- |
| Mejor jugadora joven de la Eurocopa Femenina 2025 | 2025 |